# Melancolia (filme)
Melancholia (bra/prt: Melancolia) é um filme teuto-sueco-franco-dinamarquês de 2011, dos gêneros drama, suspense e ficção científica, escrito e dirigido por Lars von Trier.

## Sinopse
O filme retrata duas irmãs: uma  ainda noiva, Justine (Kirsten Dunst) e outra já mãe, Claire (Charlotte Gainsbourg), com o seu marido John (Kiefer Sutherland), nas suas relações familiares e interpessoais e na sua dimensão mental. Passa-se em duas partes, apelidadas ambas com os nomes das personagens (Parte um, Justine; Parte dois, Claire); a primeira apresentada em um cenário predominantemente palaciano, no casamento de Justine, que é aí o centro das atenções; na segunda parte, se fornece atenção ao "desmoronar" do mundo pessoal de Claire, acentuando o "clímax" do filme. Lars von Trier opta por iniciar o filme precisamente com o momento em que a Terra colide com um planeta fictício. 

## Elenco
- Kirsten Dunst[3] (Justine)
- Charlotte Gainsbourg (Claire)
- Kiefer Sutherland (John)
- Charlotte Rampling (Gaby)
- John Hurt (Dexter)
- Alexander Skarsgård (Michael)
- Stellan Skarsgård (Jack)
- Brady Corbet (Tim)
- Udo Kier (planejador de casamento)
- Cameron Spurr (Leo)

## Produção
Foi uma produção maioritariamente dinamarquesa com co-produtores internacionais na Suécia, França, Alemanha e Itália; foi lançado em maio de 2011 no 64º Festival Internacional de Cannes, quando a atriz Kirsten Dunst recebeu o prêmio de Melhor Atriz pelo seu desempenho no longa.